# Zetting
Zetting é uma comuna francesa na região administrativa de Grande Leste, no departamento de Mosela. Estende-se por uma área de 6,94 km². Em 2010 a comuna tinha 855 habitantes (densidade: 123,2 hab./km²).